# Stigmella auricularia
Stigmella auricularia là một loài bướm đêm thuộc họ Nepticulidae. Nó được tìm thấy ở miền nammost part of Primorskiy Kray in the Khasan District (near the Hàn Quốcn border) in Nga.